# گوردون کتل
گوردون کتل (انگلیسی: Gordon Cattrell؛ زادهٔ ۱۸ دسامبر ۱۹۵۴) بازیکن فوتبال اهل بریتانیا است.
از باشگاه‌هایی که در آن بازی کرده‌است می‌توان به باشگاه فوتبال لیدز یونایتد، باشگاه فوتبال بیشاپ اوکلند، و باشگاه فوتبال دارلینگتون اشاره کرد.